# Falktrymal
Falktrymal, Ypsolopha falcella är en fjärilsart som först beskrevs av Michael Denis och Ignaz Schiffermüller 1775.  Falktrymal ingår i släktet Ypsolopha, och familjen höstmalar, Ypsolophidae. Falktrymal är reproducerande i både Sverige och Finland men enligt den finska rödlistan är arten nära hotad, NT, i Finland, medan den i Sverige är betraktad som livskraftig, LC.

## Bildgalleri

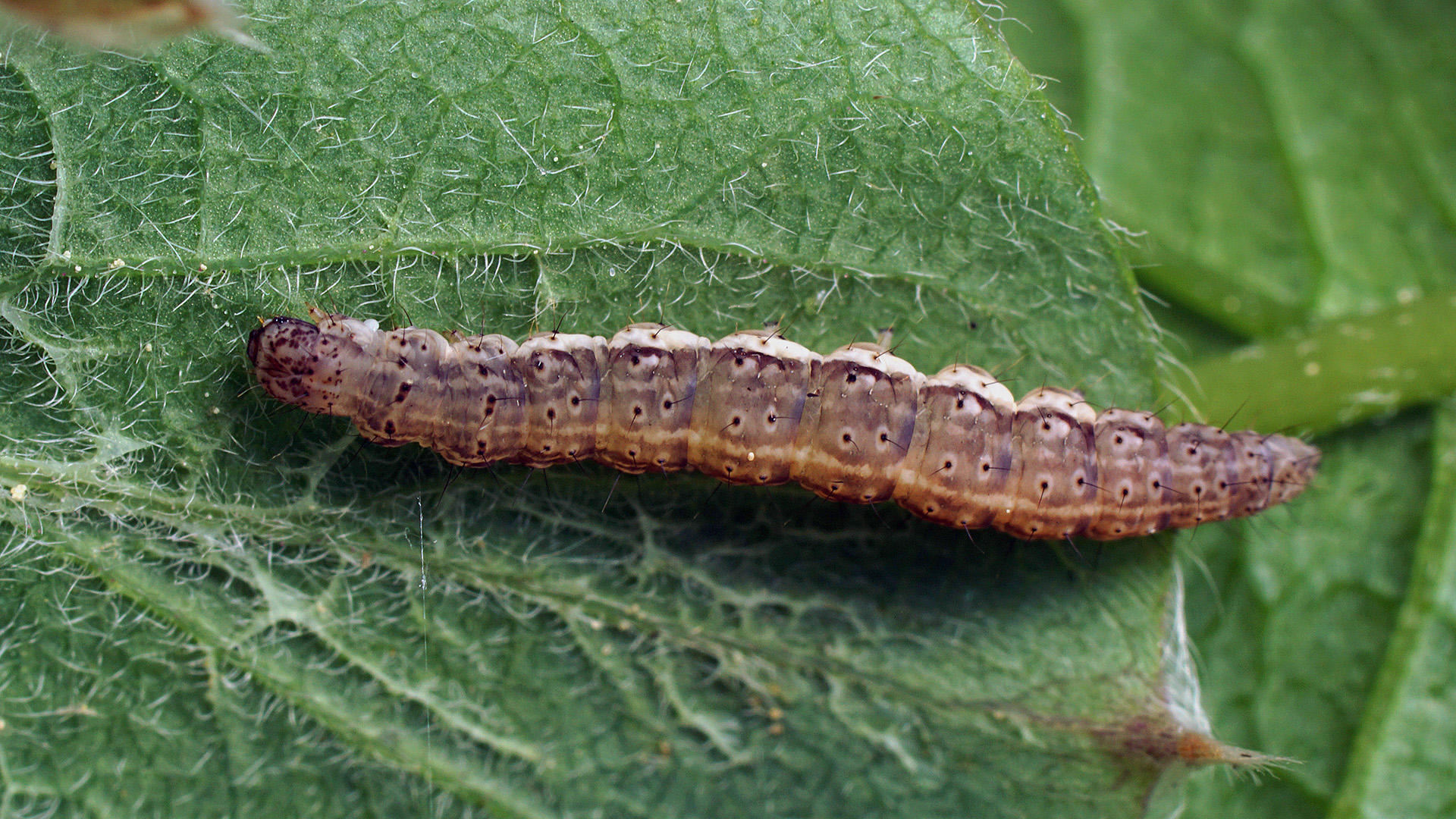
Fjärilens larv
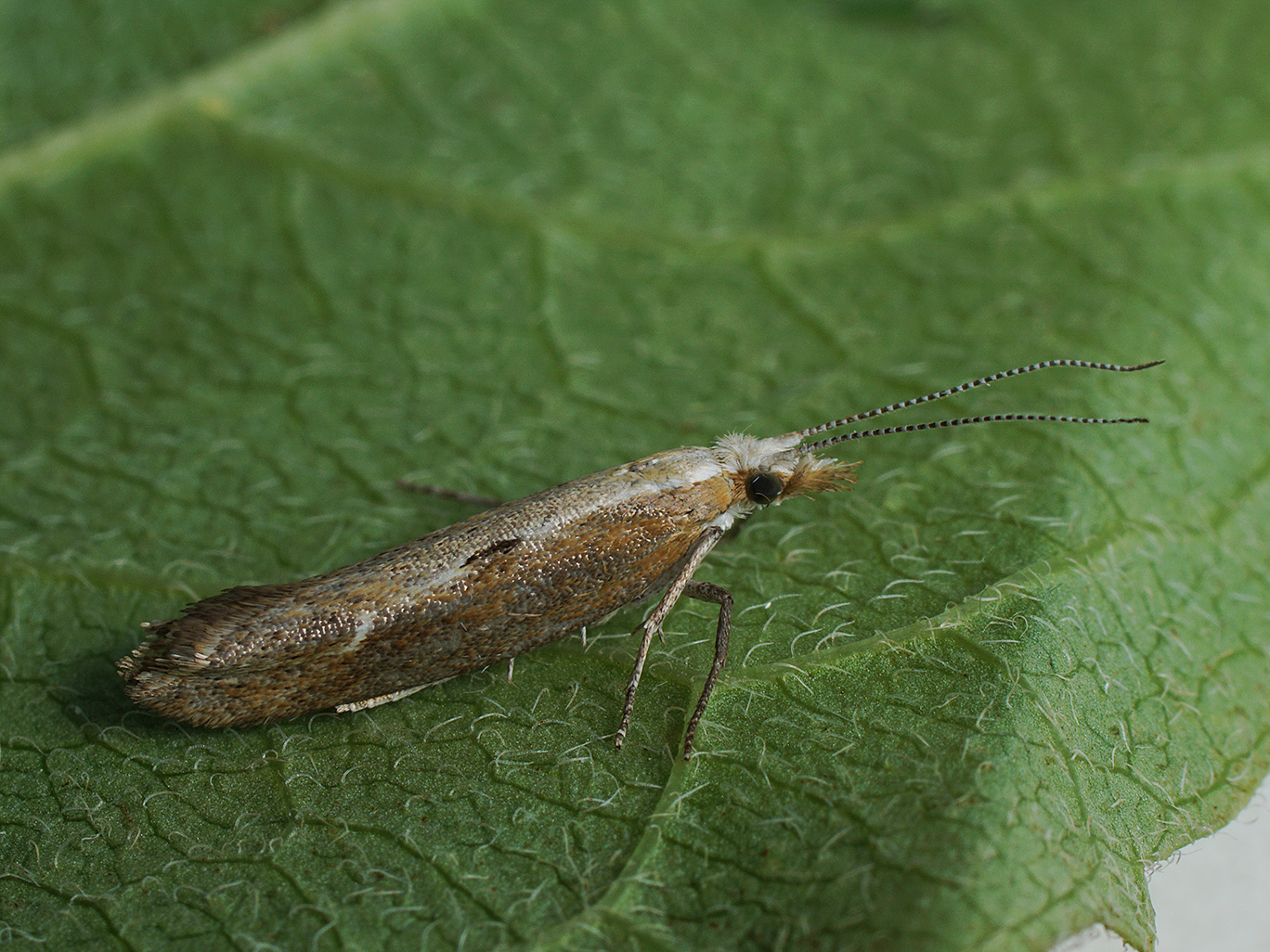
Imago fjäril
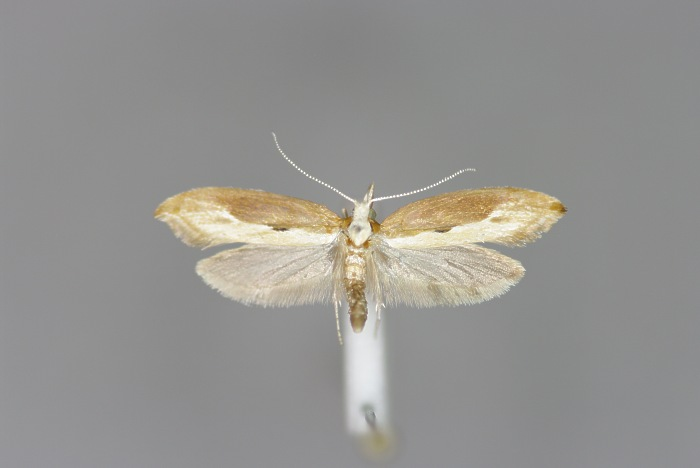
Preparerad (uppnålad) imago fjäril.